# 1995 w sztukach plastycznych
Wydarzenia w sztukach plastycznych i wizualnych w 1995 roku.

## Wydarzenia
- Łukasz Gorczyca i Michał Kaczyński wydali pierwszy numer czasopisma „Raster”[1]
- W Krakowie otwarto galerię Otwarta Pracownia

## Malarstwo
- Richard Estes

Train on Route to Manhattan Approaches the Williamsburg Bridge – olej na tekturze, 20x30 cali
- Marek Idziaszek

Dzielnica śmieciarzy – olej na szkle, 45×60 cm, w kolekcji MŚ Katowice
- Antoni Tàpies

Głowa
- Otto Zitko

bez tytułu – sztyft olejny, szyba, 70x70 cm, w kolekcji MOCAK

## Plakat
- Jan Młodożeniec

plakat do sztuki teatralnej Wesele – format B1
- Franciszek Starowieyski

plakat do sztuki teatralnej Orfeusz – format A1

## Fotografia
- Katarzyna Kozyra

Więzy krwi – fotografia, 200 × 200 cm

## Instalacja
- Nam June Paik

Megatron/Matrix – 215 kolorowych monitorów z dźwiękiem
Electronic Superhighway – 313 kolorowych monitorów, neon, stalowa konstrukcja
- Marina Abramović

Cleaning the Mirror #1 – pięciokanałowe wideo z monitorami i dźwiękiem, 284,48x62,23x48,26 cm

## Nagrody
- Nagroda im. Jana Cybisa – Ryszard Winiarski
- Nagroda Turnera – Damien Hirst[12]
- Paszport „Polityki” w kategorii sztuki wizualne – Mirosław Bałka[13]
- Biennale w Wenecji

Złoty Lew (malarstwo) – Ronald B. Kitaj
Złoty Lew (rzeźba) – Gary Hill
Złoty Lew (pawilon) – Egipt
Duemila Prize dla najlepszego młodego artysty – Kathy Prendergast
- Nagroda Krytyki Artystycznej im. Jerzego Stajudy – Jan Michalski[15]
- World Press Photo – James Nachtwey[16]

## Zmarli
- Maria Dawska (ur. 1909), polska malarka
- Karol Muszkiet (ur. 1904), polski rzeźbiarz
- Franciszek Masiak (ur. 1906), polski rzeźbiarz
- 12 stycznia – Józef Czapski (ur. 1896), polski malarz
- 20 stycznia – Jerzy Zabłocki (ur. 1927), polski malarz, grafik
- 3 lutego – Roman Artymowski (ur. 1919), polski malarz i grafik
- 27 sierpnia – Kazimierz Bieńkowski (ur. 1907), polski rzeźbiarz
- 4 września – Baltasar Lobo (ur. 1910), hiszpański artysta
- 14 października – Irena Popławska (ur. 1924), polska historyk sztuki